# جاناتان تیرنن-لوک
جاناتان تیرنن-لوک (انگلیسی: Jonathan Tiernan-Locke؛ زادهٔ ۲۶ دسامبر ۱۹۸۴) دوچرخه‌سوار اهل بریتانیا است.
از باشگاه‌هایی که در آن بازی کرده‌است می‌توان به تیم اسکای اشاره کرد.